# Pernå
Pernå (in finlandese Pernaja) è un ex comune finlandese di 3 984 abitanti, situato nella regione dell'Uusimaa. Fino al 2011 apparteneva alla regione dell'Uusimaa Orientale in seguito soppressa.
Il comune è a maggioranza di lingua svedese; nel 2010 è stato soppresso e aggregato al comune di Loviisa.